# Saropogon megriensis
Saropogon megriensis är en tvåvingeart som beskrevs av Richter 1966. Saropogon megriensis ingår i släktet Saropogon och familjen rovflugor. Inga underarter finns listade i Catalogue of Life.